# Nolo marittimo
Il nolo marittimo è un contratto di noleggio di nave in base al quale un armatore, in cambio di un corrispettivo pattuito, si obbliga a compiere con una nave determinata uno o più viaggi prestabiliti (noleggio a viaggio), ovvero, entro il periodo di tempo convenuto (noleggio a tempo), i viaggi ordinati dal noleggiatore alle condizioni stabilite dal contratto o dagli usi.
Il nolo è calcolato, in primo luogo, sulla base della ripartizione dei costi tra noleggiante (armatore) e noleggiatore a seconda del tipo di contratto di utilizzazione.
- Locazione a scafo nudo (bareboat charter): il nolo comprende soltanto i costi di disponibilità della nave (capital expense o capex) mentre i costi di gestione della nave (operative expense o opex) e i costi di viaggio (voyage expense o voyex) sono direttamente a carico del noleggiatore (in questo caso locatario o conduttore).
- Noleggio a tempo (time charter): il nolo (hire) comprende i costi di disponibilità della nave e i costi di gestione della nave mentre i costi di viaggio sono direttamente a carico del noleggiatore.
- Noleggio a viaggio (voyage charter): il nolo (freight) comprende i costi di disponibilità della nave, i costi di gestione della nave e i costi di viaggio.

## L'ambito
Il mercato dei noli, stante che il servizio offerto dalle diverse compagnie è sostanzialmente similare, differenziandosi soprattutto nella tempistica di resa, è normalmente influenzato da:

### Concorrenza sulla stessa tratta
Un tragitto marittimo su cui solo poche compagnie di navigazione operano, ha un costo naturalmente più elevato di un tragitto in cui esista una forte concorrenza.

### Tendenza dei traffici sulla tratta
Le navi compiono sempre il viaggio sia in andata sia in ritorno, quindi se la tendenza del traffico è in una direzione a causa della consistente domanda di servizio, nella tratta di ritorno la nave non avrà carico, ma dovrà percorrere ugualmente la tratta. Per questa ragione, per esempio, dato che il traffico Cina-Italia è notevolmente superiore rispetto a quello inverso, il nolo che si paga dai porti cinesi ai porti italiani, in cui la nave viaggia a pieno carico, è superiore anche del 200-300% a quello che si paga dai porti italiani a quelli cinesi, che la nave dovrebbe comunque compiere anche senza carico, riportando i container vuoti, necessari ai porti cinesi.

### Politiche commerciali delle compagnie marittime
Negli ultimi anni si è assistito a un concentramento delle Compagnie che, pur mantenendo il "marchio" originario, dipendono da poche multinazionali. Abbiamo quindi l'armatore che propone lo stesso servizio ma sotto marchi differenti e con costi differenti. Spesso lo spedizioniere sceglie una compagnia marittima piuttosto che un'altra, nonostante, alla fine, il trasporto sarà realizzato dalla stessa nave, su cui caricano più compagnie.

## Il passato delle compagnie marittime

### Conferenze marittime
Il costo del nolo è influenzato anche dall'appartenenza o meno della compagnia marittima a una “conferenza”.
Le conferenze Marittime sono accordi tra le compagnie di navigazione per non farsi reciprocamente concorrenza nello svendere noli o servizi.
In pratica, rappresentano un “cartello” di compagnie che si accordano ad applicare tariffe entro un ben determinato “range” e servizi similari per non scontrarsi tra loro a colpi di sconti o facilitazioni.
Le conferenze sono nate nel secolo scorso, quando esistevano pochi e grandi armatori, che operavano su determinate rotte in regime quasi di oligopolio, in cui i pochi offerenti il servizio sapevano che ogni loro scelta avrebbe avuto conseguenze sulla concorrenza, e quindi l'accordo era di stabilire le regole comuni del mercato, non dandosi fastidio a vicenda e ripartendosi il traffico disponibile.
Il servizio offerto da queste conferenze è di norma qualitativamente elevato, puntuale, preciso e soprattutto effettuato con naviglio recente o comunque in ottime condizioni di navigabilità.
Il 18 ottobre 2008 l'Europa cancella le conferenze marittime.

### Outsider marittimi
C'erano poi gli “outsider”, vale a dire piccole compagnie di navigazione fuori dagli accordi di conferenza, che lottavano strenuamente tra di loro per conquistarsi la loro esigua fetta di mercato.
La differenza di servizio in effetti era percepibile, tanto che le Assicurazioni tendevano a privilegiare i carichi che viaggiavano su navi di conferenza, rispetto ai carichi che viaggiavano su navi di outsider, applicando a questi ultimi premi assicurativi notevolmente più elevati o semplicemente non assicurandoli affatto.
Anche il sistema bancario era interessato, e quando una banca apriva un credito documentario, per questioni di maggior sicurezza imponeva ai suoi clienti l'uso di compagnie di conferenza.
Perfino i noli cambiavano a seconda dell'appartenenza o meno di una nave a una conferenza.
Il nolo base di conferenza, di solito pressoché uguale o uniforme tra tutte le compagnie aderenti, era di volta in volta adeguato con correttivi percentuali che variavano nel tempo a seconda del costo del carburante (bunker surcharge) o del movimento delle valute (currency adjustement factor) o di eventi particolari come l'intasamento di un porto che causava ritardi e costi che venivano subito ribaltati sul nolo di quella destinazione (congestion surcharge).
I noli variavano poi anche a seconda del tipo di merce che si spediva, privilegiando od ostacolando determinate categorie merceologiche per gestire la capacità di carico (esempio, merci pesanti finché servono per stabilizzare la nave, poi solo merci leggere e ingombranti per massimizzare il carico) o per venire incontro a esigenze di governi che volevano favorire indirettamente l'entrata di determinate merci piuttosto che altre oppure l'uso di determinate Compagnie di Navigazione di Bandiera. Su questo argomento, per esempio, molti crediti documentari provenienti da paesi arabi richiedono espressamente l'uso della Compagnia di Navigazione UASC (United Arab Shipping Company) che, a questo punto, può in pratica applicare le tariffe che vuole, indipendentemente dalla tendenza del mercato. Altro esempio è l'Etiopia che richiedeva l'ESL (Ethiopian Shipping Line) come vettore preferenziale sempre attraverso i crediti documentari.
Variavano infine in base alla quantità della merce e anche in base ai porti di destinazione e avevano ristorni o sconti per le agenzie marittime “amiche”.
Le Compagnie Marittime Outsider ragionavano e si comportavano in maniera diversa.
Il loro obbiettivo era acquisire carico a tutti i costi per poter mantenere le loro rotte o crearsi degli spazi creando nuove rotte non toccate dalle conferenze perché ritenute a rischio o poco economiche.
Il loro nolo era semplice da calcolare, di solito FAK (For All Kind of goods, valido per tutte le categorie merceologiche), tentavano di scendere a ogni tipo di compromesso economico col cliente, pur di gestirne le spedizioni.
In pratica tanto erano precise e affidabili le “conferenze”, tanto erano agguerrite e determinate le “Outsider”.

## Le compagnie marittime odierne
I tempi da allora sono profondamente cambiati.
Pur mantenendo l'impostazione strutturale diversa, le differenze tra conference e Outsider sono o stanno semplicemente sparendo, sia perché la dimensione minima di un vettore per stare sul mercato si è talmente innalzata che non può più esistere la piccola compagnia che procede da sola e non si accorda con nessuno, sia perché le normative internazionali di sicurezza e navigabilità hanno livellato verso l'alto la condizione dell'armamento della maggior parte dei vettori, o anche perché più che di conferenza o meno, è importante che la bandiera che batte sulla poppa della nave non appartenga a uno Stato in black-list (in cui cioè il livello di controllo della sicurezza e dalla navigabilità è a livello insufficiente).
Le “conferences” dunque continuano a esistere, e a prosperare, anche in barba dell'Antitrust europeo, dato che godono di una esclusione da parte delle giurisdizioni nazionali in materia di concorrenza e concentramenti di poteri economici dominanti.

## Tipi di contratto di nolo applicato dalle compagnie marittime
- Nolo PAL/PAL - Palanco/Palanco. Prevede le sole spese di stivaggio, tratta marittima e disistivaggio. Lo speditore paga a parte le spese fino ad agganciare la merce al paranco (il dispositivo di sollevamento) nel porto di partenza e riceve la merce nel porto di destinazione agganciata al paranco. La condizione PAL/PAL è quella usualmente applicata dai servizi di linea o “liner terms”.
- Nolo FIO (o FIOS) - Free in/Free out oppure Free in/Free out stowed - prevede solo la trazione marittima, quindi non il carico della merce sulla nave, lo stivaggio, il disistivaggio e lo scarico.
- Nolo FAS/FAS - Free alongside ship/Free alongside ship - Nel nolo sono comprese tutte le operazioni compiute sulla banchina sia nel porto di imbarco sia in quello di sbarco. Da non confondere con l'Incoterms FAS, si tratta solo di una omonimia con pochi punti di contatto: l'Incoterm è una clausola del contratto di vendita, il nolo fa parte del contratto di trasporto.
- Nolo FI/PAL - Free in/Palanco - Il nolo comprende la tratta marittima, il disistivaggio e lo scarico a palanco nel porto di destinazione. Non sono quindi comprese le operazioni di carico e stivaggio e le operazioni di banchina a destino.
- Nolo FAS/PAL - Free alongside ship/Palanco - Il nolo include le spese di carico, di stivaggio, di tratta marittima, di disistivaggio. Sono quindi escluse quelle di scarico a destinazione.
- Nolo PAL/FO - Palanco/Free Out - Il nolo comprende lo stivaggio, la tratta marittima. Le spese di carico in partenza e di disistivaggio e scarico all'arrivo non sono comprese.
- Nolo FI/LO - Free In/Liner Out - Il nolo comprende la tratta marittima e le spese di sbarco secondo gli usi del porto di arrivo. In questo caso, anche se raro, conviene scoprire quali siano gli usi del porto per non avere brutte sorprese.
- Nolo LI/FO - Liner in/Free Out - Il nolo comprende le spese di carico, stivaggio e trazione. Tutte le altre sono escluse.

### Spese addizionali al nolo
Oltre al nolo ovviamente è importante sapere con esattezza quali sono le spese che vengono addebitate, alcune dipendenti dalla condizione di nolo, altre dipendenti da variabili esterne, come ritardi nelle operazioni o normative di sicurezza.
Le spese addizionali economicamente più frequenti e rilevanti sono:
- CUC - Chassis Usage Charge - Riferita al costo per l'utilizzo dello chassis della compagnia.
- EIS - Equipment Imbalance Surcharge - Riferita al costo del riposizionamento del container.
- CYC - Container Yard Charges - Riferite alle spese di sbarco del container nel terminal container del porto (definito container yard).
- OWC - On Wheel Charges - Riferita al trasbordo del container su treno o su camion.
- THC - Terminal Handling Charges - Riferita alle spese di carico a bordo della nave del container.
- CFS - Container Freight Station - Riferite alla movimentazione del container dallo scarico a un altro luogo del porto in attesa del completamento delle formalità di importazione.
- DEMURRAGE - Controstallie - Le stallie (lay-time) rappresentano il tempo in uso in un determinato porto per eseguire le operazioni di carico e scarico. Il compenso di controstallia è il costo della penale per la maggiore sosta della nave in porto.
- SECURITY CHARGES - Spesa a carico dello spedizioniere per controlli di sicurezza al porto circa la merce trasportata.